# Yuyangguan (köpinghuvudort i Kina, Hubei Sheng, lat 30,18, long 111,07)
Yuyangguan (kinesiska: 渔洋关镇) är en köpinghuvudort i Kina. Den ligger i provinsen Hubei, i den centrala delen av landet, omkring 310 kilometer väster om provinshuvudstaden Wuhan. Antalet invånare är 46 145. Befolkningen består av 22 272 kvinnor och 23 873 män. Barn under 15 år utgör 10,0 %, vuxna 15-64 år 77 %, och äldre över 65 år 11,0 %.
Runt Yuyangguan är det ganska tätbefolkat, med 93 invånare per kvadratkilometer. Yuyangguan är det största samhället i trakten. I omgivningarna runt Yuyangguan växer i huvudsak blandskog.
Genomsnittlig årsnederbörd är 1 411 millimeter. Den regnigaste månaden är maj, med i genomsnitt 211 mm nederbörd, och den torraste är december, med 16 mm nederbörd.